# Томска митрополија
Томска митрополија (рус. Томская митрополия) митрополија је Руске православне цркве.
Образована је одлуком Светог синода од 12. марта 2013, а налази се у оквиру граница Томске области. У њеном саставу се налазе двије епархије: Томска и Колпашевска.